# Flight Deck 1
Flight Deck 1 (Japans: フライトデッキ) is een computerspel dat is ontwikkeld door Aackosoft. Het spel kwam in Europa uit in 1986 en een jaar later in Japan. De speler bedient een vliegdekschip en moet een groepje terroristen in de Stille Zuidzee uitschakelen met behulp van straaljagers.